# Bagnolette

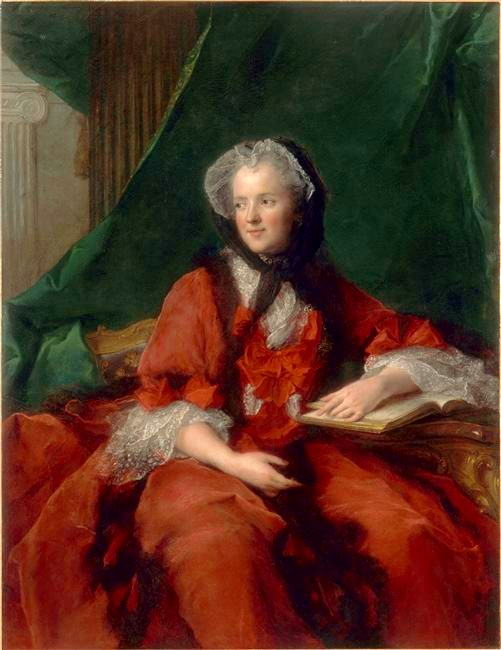
Bagnolette na obrazie Jean-Marca Nattiera: Maria Leszczyńska czytająca Biblię, 1749 r., olej na płótnie

Bagnolette – w XVIII wieku mały, damski kapturek, wiązany pod brodą, z marszczonym denkiem. Niekiedy marszczony również z boku i opatrzony krótką pelerynką, opadającą na ramiona.